# Sonate K. 466
La sonate K. 466 (F.410/L.118) en fa mineur est une œuvre pour clavier du compositeur italien Domenico Scarlatti.

## Présentation
La sonate K. 466 en fa mineur, notée Andante moderato, forme une paire avec la sonate suivante.
L'ouverture présente ce qui deviendra l'accompagnement pour une bonne partie de l'œuvre. L'accompagnement binaire où vient se greffer un motif ternaire, dès la mesure 5, constitue le seul exemple de superposition de trois pour deux.

## Manuscrits
Le manuscrit principal est le numéro 13 du volume XI (Ms. 9782) de Venise (1756), copié pour Maria Barbara ; l'autre étant Parme XIII 13 (Ms. A. G. 31418). Les autres sources manuscrites sont Münster I 1 (Sant Hs 3964) et Vienne C 1 (VII 28011 C). Une copie figure à Lisbonne, ms. FCR/194.1 (no 18) et à la Morgan Library au sein du manuscrit Cary 703 (no 117).

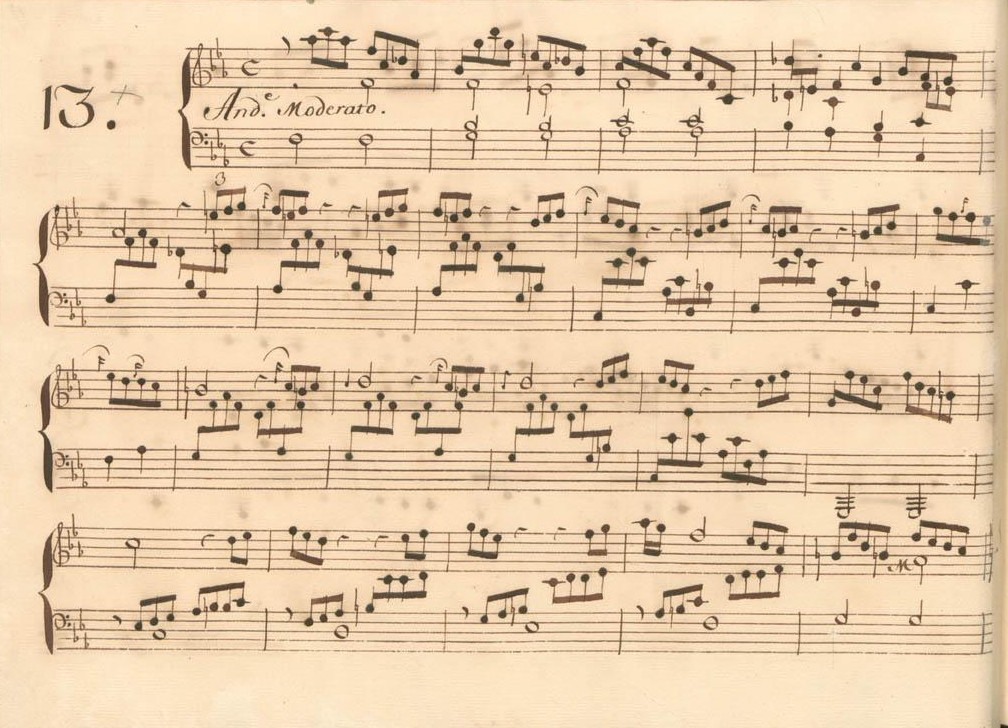
Parme XIII 13.
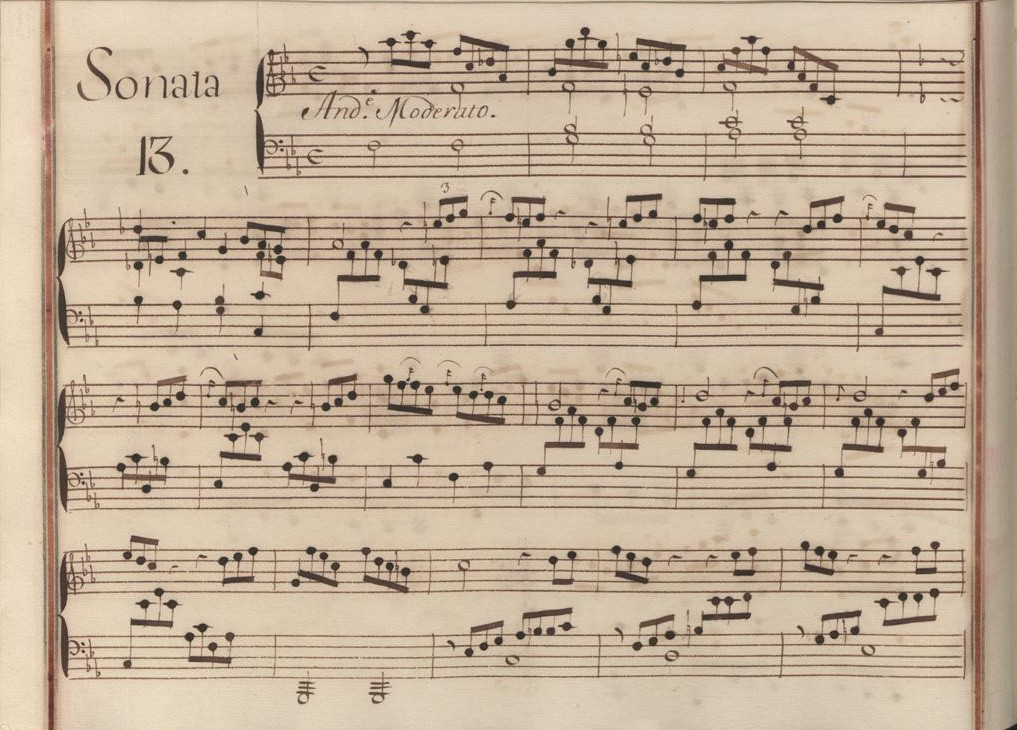
Venise XI 13.

## Interprètes
Parmi les plus jouées, la sonate K. 466 est défendue par de nombreux pianistes, parmi lesquels Vladimir Horowitz (1964 et concert 1967, Sony), Emil Gilels  (1960, Melodiya et 1984, Ermitage/Aura), Christian Zacharias (1979), Dubravka Tomšič Srebotnjak (1987, Grosse Meister), Inger Södergren (1988, Calliope/Saphir), Mūza Rubackytė (2000), Roland Pöntinen (BIS), Ievgueni Soudbine  (2005, BIS), Soyeon Lee (2006, Naxos), Racha Arodaky (2007), Maurizio Baglini (2014, Decca), Maria Walzer 2014, Orlando), Carlo Grante (2016, Music & Arts, vol. 5), Giuseppe Guarrera (Festivaldebüts 2019, Ruhr festival, vol. 38), Mary Hellmann (2020, Centaur Records), Martin Stadtfeld (2023, Sony) et Julius Asal (2023, DG).
Au clavecin, elle est interprétée par Colin Tilney (1979, L'Oiseau-Lyre/Decca), Scott Ross (1985, Erato), Kenneth Weiss (2001, Satirino), Alan Curtis (2002, Virgin), Pierre Hantaï (2005, Mirare), Richard Lester (Nimbus, vol. 4), Cristiano Holtz (Hortus, 2016) et Frédérick Haas (2016, Hitasura).
Emilia Fadini l'a enregistrée au piano-forte (Stradivarius) et Tedi Papavrami en a réalisé une transcription pour violon seul (2006, Æon). Alberto Mesirca (2007, Paladino Music), Thibault Cauvin (2013, Vogue), Stefano Grondona (2017, Stradivarius)  et Miloš Karadaglić (2023, Sony), l'interprètent à la guitare.

## Sources
: document utilisé comme source pour la rédaction de cet article.
- Ralph Kirkpatrick (trad. de l'anglais par Dennis Collins), Domenico Scarlatti, Paris, Lattès, coll. « Musique et Musiciens », 1982 (1re éd. 1953 (en)), 493 p. (OCLC 954954205, BNF 34689181).
- Alain de Chambure, « Domenico Scarlatti : Intégrale des sonates — Scott Ross », p. 204, Erato (2564-62092-2), 1985 (OCLC 891183737) .
- Guy Sacre, La musique pour piano : dictionnaire des compositeurs et des œuvres, vol. II (J-Z), Paris, Robert Laffont, coll. « Bouquins », 1998, 2430 p. (ISBN 978-2-221-08566-0).
- (en) W. Dean Sutcliffe, The Keyboard Sonatas of Domenico Scarlatti and Eighteenth-Century Musical Style, Cambridge / New York, Cambridge University Press, 2008, xi-400 (ISBN 978-0-521-07122-2, OCLC 1005658462), p. 228.
- (es) Celestino Yáñez Navarro (thèse), Nuevas aportaciones para el estudio de las sonatas de Domenico Scarlatti. Los manuscritos del Archivo de Música de las Catedrales de Zaragoza, Université autonome de Barcelone, 2016 (lire en ligne)